# Eden Alene
Eden Alene (hebreiska: עדן אלנה, amhariska: ኤደን አለነ), mer känd som Eden, född 7 maj 2000 i Katamon i Jerusalem, är en israelisk sångerska med etiopisk-judisk familjebakgrund. Hon skulle ha representerat Israel i Eurovision Song Contest 2020 i Rotterdam med låten "Feker Libi", skriven på engelska, amhariska, hebreiska och arabiska. Låten skulle därmed bli det första bidraget i Eurovisions historia att framföras på amhariska. Låten kommer dock inte att få tävla eftersom 2020 års liveshower i Rotterdam ställdes in på grund av coronaviruspandemin 2019–2021. Eden tävlade istället i 2021 års tävling med låten "Set Me Free".
Alene föddes till etiopisk-judiska föräldrar som emigrerade separat till Israel. År 2018 värvades hon till Israels försvarsmakt.